# António Aurélio Gonçalves
António Aurelio Gonçalves, mer känd som Nhô Roque, född 25 september 1901, död 30 september 1984, var en kapverdisk författare och professor i historia.

## Biografi
António Gonçalves var son till Roque da Silva Gonçalves och tillbringade barndomen i Mindelo. Han gick i college på ön São Nicolau och skickades sedan till Portugal år 1917 och studerade medicin i två år vid Lissabons universitet. Senare studerade han bildkonst, historia och filosofi och skrev en avhandling om Eça de Queiroz och dennes ironiska stil. 
1939 återvände Gonçalves till Kap Verde och blev professor i historia vid gymnasiet i Mindelo.
Han dog den 30 september 1984 efter en bilolycka.

### Översättning
1. ↑  Det förlovade landet
2. ↑  Återfall
3. ↑  Natt och vind
4. ↑  Galna jungfrur